# 王小竹
王小竹（1973年5月15日—）是一名中国射箭运动员。她在1992年巴塞罗那夏季奥林匹克运动会中获得女子射箭团体银牌。她也参加了1994年亚洲运动会和1998年亚洲运动会，共获得一枚金牌和一枚银牌。